# Paul Campbell (kanadyjski aktor)
Paul Campbell (ur. 22 czerwca 1979 w Vancouver) – kanadyjski aktor.

## Filmografia

### Filmy
- 2002: Przyjdź i mnie zabij (We'll Meet Again) jako Bobby
- 2003: Battlestar Galactica jako Billy Keikeya
- 2004: Ill Fated jako Jimmy
- 2004: Egzamin dojrzałości (The Perfect Score) jako mężczyzna w ciężarówce
- 2005: Severed jako Tyler
- 2005: Szalony weekend (The Long Weekend) jako Roger
- 2006: Nobody's Watching jako Will
- 2007: Bag Boy jako Phil Piedmonstein
- 2007: 88 minut (88 Minutes) jako Albert Jackson
- 2008: Play the Game jako David
- 2009: No Heroics jako Pete
- 2011: Wielki rok (The Big Year) jako Tony

### Seriale
- 2000–2005: Andromeda jako porucznik Bowlus
- 2001: Tajemnice Smallville (Smallville) jako FBI
- 2003: John Doe jako nastoletni Unshaven
- 2002–2007: Martwa strefa (The Dead Zone) jako Chuck Chattsworth
- 2003: Peacemakers jako Tom
- 2003: Black Sash jako Grant
- 2004–2009: Battlestar Galactica jako Billy Keikeya
- 2006: Dni naszego życia (Days of Our Lives) jako Will
- 2006: Jak poznałem waszą matkę (How I Met Your Mother) jako Will
- 2006: Hoży doktorzy (Scrubs) jako Will
- 2008–2009: Nieustraszony (Knight Rider) jako Billy Morgan
- 2012: Nie z tego świata (Supernatural) jako Don Richardson
- 2013: Emily Owens, M.D. jako Scott
- 2014: Motyw jako Peter Ward
- 2017: Man Seeking Woman jako facet na czele stołu